# Gran Premio de Francia de Motociclismo de 2017
El Gran Premio de Francia de 2017 (oficialmente HJC Helmets Grand Prix de France) fue la quinta prueba del Campeonato del Mundo de Motociclismo de 2017. Tuvo lugar el fin de semana del 19 al 21 de mayo de 2017 en el Circuito Bugatti, situado a 5 km de la localidad de Le Mans (Sarthe), en los Países del Loira, Francia.
La carrera de MotoGP fue ganada por Maverick Viñales, seguido de Johann Zarco y Dani Pedrosa. Franco Morbidelli fue el ganador de la prueba de Moto2, por delante de Francesco Bagnaia y Thomas Lüthi. La carrera de Moto3 fue ganada por Joan Mir, Arón Canet fue segundo y Fabio Di Giannantonio tercero.

## Resultados

### Resultados MotoGP
| Pos.    | N.º | Piloto           | Constructor | Vueltas | Tiempo     | Parrilla | Puntos |
| ------- | --- | ---------------- | ----------- | ------- | ---------- | -------- | ------ |
| 1       | 25  | Maverick Viñales | Yamaha      | 28      | 43:29.793  | 1        | 25     |
| 2       | 5   | Johann Zarco     | Yamaha      | 28      | +3.134     | 3        | 20     |
| 3       | 26  | Dani Pedrosa     | Honda       | 28      | +7.717     | 13       | 16     |
| 4       | 4   | Andrea Dovizioso | Ducati      | 28      | +11.223    | 6        | 13     |
| 5       | 35  | Cal Crutchlow    | Honda       | 28      | +13.519    | 4        | 11     |
| 6       | 99  | Jorge Lorenzo    | Ducati      | 28      | +24.002    | 16       | 10     |
| 7       | 94  | Jonas Folger     | Yamaha      | 28      | +25.733    | 15       | 9      |
| 8       | 43  | Jack Miller      | Honda       | 28      | +32.603    | 11       | 8      |
| 9       | 76  | Loris Baz        | Ducati      | 28      | +45.784    | 12       | 7      |
| 10      | 29  | Andrea Iannone   | Suzuki      | 28      | +48.332    | 17       | 6      |
| 11      | 53  | Esteve Rabat     | Honda       | 28      | +50.036    | 22       | 5      |
| 12      | 44  | Pol Espargaró    | KTM         | 28      | +52.661    | 8        | 4      |
| 13      | 38  | Bradley Smith    | KTM         | 28      | +53.179    | 10       | 3      |
| 14      | 22  | Sam Lowes        | Aprilia     | 28      | +55.432    | 21       | 2      |
| 15      | 50  | Sylvain Guintoli | Suzuki      | 28      | +1:06.878  | 23       | 1      |
| Ret     | 46  | Valentino Rossi  | Yamaha      | 27      | Caída      | 2        |        |
| Ret     | 41  | Aleix Espargaró  | Aprilia     | 23      | No terminó | 18       |        |
| Ret     | 93  | Marc Márquez     | Honda       | 17      | Caída      | 5        |        |
| Ret     | 9   | Danilo Petrucci  | Ducati      | 17      | No terminó | 19       |        |
| Ret     | 45  | Scott Redding    | Ducati      | 7       | No terminó | 7        |        |
| Ret     | 17  | Karel Abraham    | Ducati      | 5       | No terminó | 9        |        |
| Ret     | 8   | Héctor Barberá   | Ducati      | 3       | No terminó | 20       |        |
| Ret     | 19  | Álvaro Bautista  | Ducati      | 0       | Caída      | 14       |        |
| Fuente: |     |                  |             |         |            |          |        |

### Resultados Moto2
| Pos.    | N.º | Piloto              | Constructor | Vueltas | Tiempo     | Parrilla | Puntos |
| ------- | --- | ------------------- | ----------- | ------- | ---------- | -------- | ------ |
| 1       | 21  | Franco Morbidelli   | Kalex       | 26      | 42:17.557  | 3        | 25     |
| 2       | 42  | Francesco Bagnaia   | Kalex       | 26      | +1.714     | 2        | 20     |
| 3       | 12  | Thomas Lüthi        | Kalex       | 26      | +5.837     | 1        | 16     |
| 4       | 73  | Álex Márquez        | Kalex       | 26      | +6.212     | 6        | 13     |
| 5       | 54  | Mattia Pasini       | Kalex       | 26      | +13.537    | 7        | 11     |
| 6       | 77  | Dominique Aegerter  | Suter       | 26      | +14.945    | 5        | 10     |
| 7       | 30  | Takaaki Nakagami    | Kalex       | 26      | +16.413    | 18       | 9      |
| 8       | 24  | Simone Corsi        | Speed Up    | 26      | +16.681    | 14       | 8      |
| 9       | 97  | Xavi Vierge         | Tech 3      | 26      | +17.163    | 11       | 7      |
| 10      | 68  | Yonny Hernández     | Kalex       | 26      | +17.605    | 13       | 6      |
| 11      | 55  | Hafizh Syahrin      | Kalex       | 26      | +22.528    | 22       | 5      |
| 12      | 23  | Marcel Schrötter    | Suter       | 26      | +22.909    | 9        | 4      |
| 13      | 88  | Ricard Cardús       | KTM         | 26      | +23.801    | 15       | 3      |
| 14      | 11  | Sandro Cortese      | Suter       | 26      | +24.322    | 10       | 2      |
| 15      | 49  | Axel Pons           | Kalex       | 26      | +25.959    | 16       | 1      |
| 16      | 19  | Xavier Siméon       | Kalex       | 26      | +26.116    | 12       |        |
| 17      | 44  | Miguel Oliveira     | KTM         | 26      | +26.394    | 17       |        |
| 18      | 40  | Fabio Quartararo    | Kalex       | 26      | +26.846    | 20       |        |
| 19      | 5   | Andrea Locatelli    | Kalex       | 26      | +28.506    | 26       |        |
| 20      | 87  | Remy Gardner        | Tech 3      | 26      | +48.794    | 23       |        |
| 21      | 45  | Tetsuta Nagashima   | Kalex       | 26      | +49.354    | 27       |        |
| 22      | 89  | Khairul Idham Pawi  | Kalex       | 26      | +49.680    | 31       |        |
| 23      | 2   | Jesko Raffin        | Kalex       | 26      | +49.913    | 25       |        |
| 24      | 47  | Axel Bassani        | Speed Up    | 26      | +1:03.235  | 28       |        |
| 25      | 57  | Edgar Pons          | Kalex       | 26      | +1:03.801  | 30       |        |
| Ret     | 32  | Isaac Viñales       | Kalex       | 25      | No terminó | 19       |        |
| Ret     | 6   | Tarran Mackenzie    | Suter       | 21      | Caída      | 29       |        |
| Ret     | 7   | Lorenzo Baldassarri | Kalex       | 17      | No terminó | 8        |        |
| Ret     | 9   | Jorge Navarro       | Kalex       | 8       | No terminó | 21       |        |
| Ret     | 62  | Stefano Manzi       | Kalex       | 7       | Caída      | 24       |        |
| Ret     | 10  | Luca Marini         | Kalex       | 0       | Caída      | 4        |        |
| DNS     | 27  | Iker Lecuona        | Kalex       |         | No empezó  |          |        |
| Fuente: |     |                     |             |         |            |          |        |

### Resultados Moto3
La carrera, programada para 24 vueltas, fue detenida con bandera roja debido al derrame de aceite en la pista, resultando en un Caída múltiple en la curva 4. La carrera se reinició más tarde a 16 vueltas.
| Pos.    | N.º | Piloto                 | Constructor | Vueltas | Tiempo     | Parrilla | Puntos |
| ------- | --- | ---------------------- | ----------- | ------- | ---------- | -------- | ------ |
| 1       | 36  | Joan Mir               | Honda       | 16      | 27:37.830  | 8        | 25     |
| 2       | 44  | Arón Canet             | Honda       | 16      | +4.252     | 12       | 20     |
| 3       | 21  | Fabio Di Giannantonio  | Honda       | 16      | +4.365     | 15       | 16     |
| 4       | 42  | Marcos Ramírez         | KTM         | 16      | +4.469     | 7        | 13     |
| 5       | 58  | Juan Francisco Guevara | KTM         | 16      | +4.845     | 3        | 11     |
| 6       | 33  | Enea Bastianini        | Honda       | 16      | +5.463     | 11       | 10     |
| 7       | 95  | Jules Danilo           | Honda       | 16      | +5.652     | 16       | 9      |
| 8       | 16  | Andrea Migno           | KTM         | 16      | +5.821     | 23       | 8      |
| 9       | 64  | Bo Bendsneyder         | KTM         | 16      | +6.049     | 9        | 7      |
| 10      | 52  | Danny Kent             | KTM         | 16      | +6.193     | 10       | 6      |
| 11      | 84  | Jakub Kornfeil         | Peugeot     | 16      | +7.504     | 18       | 5      |
| 12      | 17  | John McPhee            | Honda       | 16      | +8.741     | 25       | 4      |
| 13      | 41  | Nakarin Atiratphuvapat | Honda       | 16      | +16.006    | 30       | 3      |
| 14      | 48  | Lorenzo Dalla Porta    | Mahindra    | 16      | +16.405    | 20       | 2      |
| 15      | 12  | Marco Bezzecchi        | Mahindra    | 16      | +16.514    | 21       | 1      |
| 16      | 11  | Livio Loi              | Honda       | 16      | +16.639    | 13       |        |
| 17      | 8   | Nicolò Bulega          | KTM         | 16      | +16.752    | 2        |        |
| 18      | 96  | Manuel Pagliani        | Mahindra    | 16      | +16.996    | 14       |        |
| 19      | 71  | Ayumu Sasaki           | Honda       | 16      | +17.046    | 27       |        |
| 20      | 6   | María Herrera          | KTM         | 16      | +17.206    | 29       |        |
| 21      | 65  | Philipp Öttl           | KTM         | 16      | +28.501    | 28       |        |
| 22      | 14  | Tony Arbolino          | Honda       | 16      | +33.398    | 24       |        |
| 23      | 4   | Patrik Pulkkinen       | Peugeot     | 16      | +42.059    | 31       |        |
| Ret     | 40  | Darryn Binder          | KTM         | 15      | Caída      | 17       |        |
| Ret     | 24  | Tatsuki Suzuki         | Honda       | 14      | Caída      | 22       |        |
| Ret     | 27  | Kaito Toba             | Honda       | 14      | Caída      | 26       |        |
| Ret     | 23  | Niccolò Antonelli      | KTM         | 11      | Caída      | 6        |        |
| Ret     | 88  | Jorge Martín           | Honda       | 10      | No terminó | 1        |        |
| Ret     | 5   | Romano Fenati          | Honda       | 7       | Caída      | 4        |        |
| Ret     | 75  | Albert Arenas          | Mahindra    | 3       | Caída      | 5        |        |
| DNS     | 7   | Adam Norrodin          | Honda       | 0       | No empezó  | 19       |        |
| DNS     | 19  | Gabriel Rodrigo        | KTM         |         | No empezó  |          |        |
| Fuente: |     |                        |             |         |            |          |        |